# International Boxing Union
De International Boxing Union (IBU) was een sportfederatie voor het boksen.

## Historiek
De organisatie werd opgericht in juni 1911 te Parijs. Tijdens de Eerste Wereldoorlog werden de sportieve activiteiten opgeschorst en pas opnieuw hervat in februari 1920. 
In 1922 trok het Verenigd Koninkrijk zich terug uit de organisatie en eind 1942 kwam de organisatie in handen van de asmogendheden Duitsland en Italië. Op hun initiatief werd vervolgens de IBU omgevormd tot de Associazione Pugilistica Professionistica Europea (APPE). Na de Tweede Wereldoorlog werd op de restanten van beide organisaties de European Boxing Union (EBU) opgericht.

## Bestuur
| Periode     | Voorzitter            |
| ----------- | --------------------- |
| 1913 - 1923 | Paul Rousseau         |
| 1924 - 1935 | Maurice Collard       |
| 1935 - 1937 | William Ramel         |
| 1938 - 1942 | Francesco di Campello |